# Claudia Wunderlich
Claudia Wunderlich   (Halberstadt, 16 de febrer de 1956) fou una jugadora d'handbol alemanya que va competir sota bandera de la República Democràtica Alemanya durant les dècades de 1970 i 1980.
El 1978 va guanyar el Campionat del món d'handbol que es va disputar a Txecoslovàquia. Dos anys més tard va prendre part en els Jocs Olímpics de Moscou, on guanyà la medalla de bronze en la competició d'handbol.
A nivell de clubs jugà al SC Magdeburg.